# Bevorzugter IUPAC-Name
Ein bevorzugter IUPAC-Name oder PIN (englisch preferred IUPAC name) ist jener Name eines chemischen Stoffes, welcher den anderen durch die IUPAC-Nomenklatur generierten Namen vorgezogen wird. Er ist beispielsweise für rechtliche und regulatorische Situationen vorgesehen, in denen es wichtig ist, einen eindeutigen Namen festlegen zu können. Die IUPAC-Nomenklatur stellt dafür ein Regelwerk zur Verfügung.
Bevorzugte IUPAC-Namen sind nur für organische Verbindungen verfügbar. Diese enthalten nach Definition der IUPAC mindestens ein Kohlenstoffatom, jedoch kein Alkali-, Erdalkali- oder Übergangsmetall, und können gemäß der Nomenklatur für organische Verbindungen benannt werden.
Ein Regelwerk für die übrigen organischen und für die anorganischen Verbindungen befindet sich noch in Entwicklung. Das Konzept der PIN wird in der Einleitung und im Kapitel P-5 des Buches Nomenclature of Organic Chemistry: IUPAC Recommendations and Preferred Names 2013 (genannt Blue Book) definiert, welche die früheren Publikationen Nomenclature of Organic Chemistry aus dem Jahr 1979 und A Guide to IUPAC Nomenclature of Organic Compounds, Recommendations 1993 ersetzen. Das Blue Book von 2013 ist frei verfügbar (siehe Literatur).

## Definitionen

Essigsäure darf als beibehaltener Name für den systematisch Ethansäure genannten Stoff verwendet werden.

- Essigsäure darf als beibehaltener Name für den systematisch Ethansäure genannten Stoff verwendet werden.Ein bevorzugter IUPAC-Name oder PIN ist jener Name, welcher von zwei oder mehr IUPAC-Namen bevorzugt wird.[1]
- Ein allgemeiner IUPAC-Name (englisch general IUPAC name) ist ein IUPAC-Name, welcher kein PIN ist.[6]
- Ein IUPAC-Name ist ein systematischer Name, welcher dem IUPAC-Regelwerk entspricht. IUPAC-Namen schließen auch beibehaltene Namen ein.[7]
- Ein beibehaltener Name (englisch retained name) ist ein traditioneller oder oft benutzter Name, normalerweise ein Trivialname, der in der IUPAC-Nomenklatur benutzt werden darf.[1] Da systematische Namen oft nicht einfach verständlich sind, darf ein PIN auch ein beibehaltener Name sein. Sowohl PIN als auch beibehaltene Namen müssen explizit durch die IUPAC ausgewählt und von ihr eingeführt werden, im Gegensatz zu anderen IUPAC-Namen, welche aus dem IUPAC-Regelwerk automatisch hervorgehen. So handelt es sich beim PIN manchmal um einen beibehaltenen Namen (z. B. Phenol und Essigsäure statt Benzenol und Ethansäure), wogegen in anderen Fällen der systematische Name dem sehr geläufigen beibehaltenen Namen vorgezogen wurde (z. B. Propan-2-on statt Aceton).[1]
- Ein vorgewählter Name (englisch preselected name) ist ein bevorzugter Name, welcher aus zwei oder mehr Namen von Stammhydriden[8] oder anderen Stammstrukturen ausgewählt wurde, die keine Kohlenstoff-Atome enthalten (anorganische Stämme). Vorgewählte Namen werden in der organischen Nomenklatur als Basis für PIN organischer Derivate verwendet. Ein vorgewählter Name ist nicht notwendigerweise ein PIN in der anorganischen Nomenklatur.[1]

## Grundlegende Prinzipien
Die von der  International Union of Pure and Applied Chemistry (IUPAC) entwickelten Systeme der chemischen Nomenklatur zielen üblicherweise darauf ab, dass chemische Namen unzweideutig sind, d. h. ein Name bezeichnet einen einzigen Stoff. Es ist hingegen möglich, dass ein einzelner Stoff mehr als einen zulässigen Namen aufweisen kann, wie z. B. Toluen, das ebenfalls korrekt als Methylbenzen oder Phenylmethan bezeichnet werden darf. Einige alternative Namen bleiben als beibehaltene Namen für einen allgemeineren Kontext verfügbar. So bleibt z. B. Tetrahydrofuran ein unzweideutiger und akzeptierter Name für das verbreitete organische Lösemittel, auch wenn der bevorzugte IUPAC-Name Oxolan lautet.
Die Ermittlung eines PIN geschieht wie folgt:
- Vorgewählte Namen müssen verwendet werden.
- Es wird in erster Linie die substitutive Nomenklatur (Ersetzen von Wasserstoffatomen in der Stammstruktur) verwendet, bspw. Ethoxyethan statt Diethylether und Dichlormethan statt Methylenchlorid.
- Die Benennung nach funktionellen Gruppen (engl. functional class naming), veraltet radikofunktionelle Nomenklatur,[10] wird als Nächstes bevorzugt. Im Fall von Säureanhydriden, Estern, Säurehalogeniden, Pseudohalogenen und Salzen hat diese Vorrang vor der substitutiven Nomenklatur.
- Ersetzungsnomenklatur oder „a“-Nomenklatur (engl. skeletal replacement ('a') nomenclature) wird der Substitution vorgezogen, wenn die Kohlenstoffkette Heteroatome enthält und die Kriterien für die Ersetzungsnomenklatur gegeben sind. Sie wird der multiplikativen Nomenklatur vorgezogen, wenn die Kriterien für die Ersetzungsnomenklatur erfüllt sind. Beispiel: 3-Phospha-2,5,7-trisilaoctan bezieht sich auf CH3-SiH2-PH-CH2-SiH2-CH2-SiH2-CH3.
- Die Ersetzungsnomenklatur ersetzt hauptsächlich Kohlenstoffatome mit anderen Atomen oder im Fall der Nomenklatur der Phane ganze Superatom-Ringe. Sie schließt auch komplexere Ersetzungen wie zum Beispiel die Lambda-Konvention mit ein.
- Die multiplikative Nomenklatur wird der rein substitutiven vorgezogen, wenn sie angewendet werden kann. Diese Nomenklatur erlaubt die gemeinsame Nennung mehrerer gleicher funktioneller Gruppen. Beispiel: 4,4′-Sulfandiyldibenzoesäure bezieht sich auf (COOH-C6H4)2S.

Die folgenden Prinzipien stehen ohne spezielle Präferenz zur Verfügung:
- Konjunktive Nomenklatur. Die substitutive, multiplikative oder Skelettersatz-('a')-Nomenklatur sollen bevorzugt werden. Beispiel: Statt Benzen-1,3,5-triessigsäure soll der Name 2,2′,2′′-(Benzen-1,3,5-triyl)triessigsäure verwendet werden.
- Die additiven und subtraktiven Operationen bleiben verfügbar wie im allgemeinen Fall. So behält man den Wechsel von "an" zu "en" für Doppelbindungen bei. Additive Operationen führen im Allgemeinen zu besseren Namen mit den obigen Regeln, z. B. Phenyloxiran statt Styroloxid.

## Beibehaltene IUPAC-Namen
Die Anzahl beibehaltener, nicht systematischer Trivialnamen einfacher organischer Verbindungen (z. B. Ameisensäure und Essigsäure) wurde für bevorzugte IUPAC-Namen deutlich reduziert, obwohl eine größere Menge davon für die allgemeine Nomenklatur verfügbar bleibt. Die traditionellen Namen einfacher Monosaccharide, α-Aminosäuren und vieler Naturstoffe wurden als PIN beibehalten: In diesen Fällen kann der systematische Name sehr kompliziert sein und wird sozusagen nie verwendet. Auch der Name Wasser ist selbst ein beibehaltener IUPAC-Name.